# Jockey Club de París
El Jockey Club de Paris és un tradicional gentlemen's club i és considerat un dels clubs privats més prestigiosos de París. És especialment recordat com lloc de trobada de l'elit de la societat francesa del segle dinou. El club encara existeix a 2 rue Rabelais, a París, i hostatja la International Federation of Horseracing Authorities.

## Història
El Jockey el club era al principi organitzat com a "Societat per l'encoratjament de la millora de la criança de cavalls a França", per proporcionar una autoritat unificada per a les curses de cavalls a França, començant a Chantilly el 1834. Ràpidament esdevingué el centre pels gentlemen més sportifs de le tout-París. Alhora, quan els aristòcrates i homes de l'alta burgesia encara integraven la classe governant, la seva afiliació anglo-gàl·lica no podia faltar a l'hora de proporcionar color polític: Napoleon III, que havia passat algun exili primerenc a Anglaterra, va afirmar que hi havia com governar un imperi a través de "la seva interactuació amb els homes calmats i impertorbables de l'hípica anglesa".
Entre el 1833 i el 1860, el Jockey Club va transformar el Champ de Mars en un circuit de curses, que des d'aleshores ha estat establert a Longchamp. 
Durant el Segon Imperi i la Tercera República, els senyors del Jockey el club va tenir moltes llotges a l'òpera ("molts petits salons en suspensió" en la frase de Marcel Proust), on el ballet requerit esperat en cada òpera mai era en el primer acte, quan el Jockey Club habitualment encara seia pel sopar. Això va provocar el famós fiasco del "Tannhäuser" a París, el 1861, quan Wagner va insistir en inserir el ballet en el primer acte. En el segon acte quan els membres del Jockey el club arribaren a veure les seves favorites en el cos de ballet, tot varen ser xiulets de rebuig cap a l'escenari. Wagner no va permetre mai una altra producció a París. Proust va fer que el seu personatge de ficció Charles Swann fos membre del Jockey Club com un senyal d'honor, donat el llinatge jueu de Swann.
En els baixos sota el Jockey el club hi havia el famós Grand Café. Allí, el 28 de desembre de 1895, una multitud refinada va assistir, en el Salon Indien al debut de la invenció dels germans Lumière, el cinematògraf.
El Jockey el club és dirigit per un comitè elegit anualment d'un president, quatre vicepresidents i vint-i-cinc membres. Els membres nous són patrocinats per dos membres actuals i han de rebre cinc-sisens dels vots dels membres .

## Presidents
- Lord Henry Seymour (1805–1859):[2] 1834–1835
- M. Anne-Édouard de Normandie : 1835–1836
- Napoléon Joseph Ney, prince de la Moskova (1803–1857):[3] 1836–1849
- Comte Achille Joseph Delamare: 1849–1853
- Armand de Gontaut-Biron, marquis de Saint Blancard (1839–1884) : 1853–1884
- Sosthènes de La Rochefoucauld, duc de Doudeauville (1825–1908) : 1884–1908
- Aymeri, duc de Montesquiou-Fezensac (1843–1913) : 1908–1913
- Comte Elie d'Avaray : 1913–1919
- Armand de la Rochefoucauld, duc de Doudeauville:[4] 1919–1962
- Philippe, duc de Luynes : 1962–1977
- Pierre de Cossé, duc de Brissac : 1977–1985
- Alexandre de La Rochefoucauld, duc d'Estissac : 1985–1997
- François de Cossé, duc de Brissac : 1997–2014
- Roland du Luart, marquis du Luart : 2014–present

## Prix du Jockey Club
Sota el patronatge del Jockey Club, el Prix du Jockey Club (1,500,000 euros) ha estat corregut al Chantilly Racecourse (al peu del Château de Chantilly) en el primer diumenge dins juny de llavors ençà 1836. La cursa a l'Hipòdrom de Chantilly és el provant-terra del millor del tres-any-olds, l'equivalent francès del Derby a Epsom Downs o el Kentucky Derby en els EUA.
Fins que 2004, el curs era 2400 metres; des de llavors, ha estat corregut a 2100 metres. Dins França, només el Prix de l'Arc de Triomphe té un més ric arrufar (1,600,000 euros); aquella cursa va ser inaugurada pel Jockey Club dins 1863 mentre el Magnífic Prix de Paris, i corregut a l'Hipòdrom de Longchamp. El racecourse va ser pintat per Édouard Manet, Edgar Desgasa, i Pablo Picasso, entre d'altres.